# História da tecnologia do motor

## Motores na Revolução Industrial
- Primeira fase da Revolução Industrial

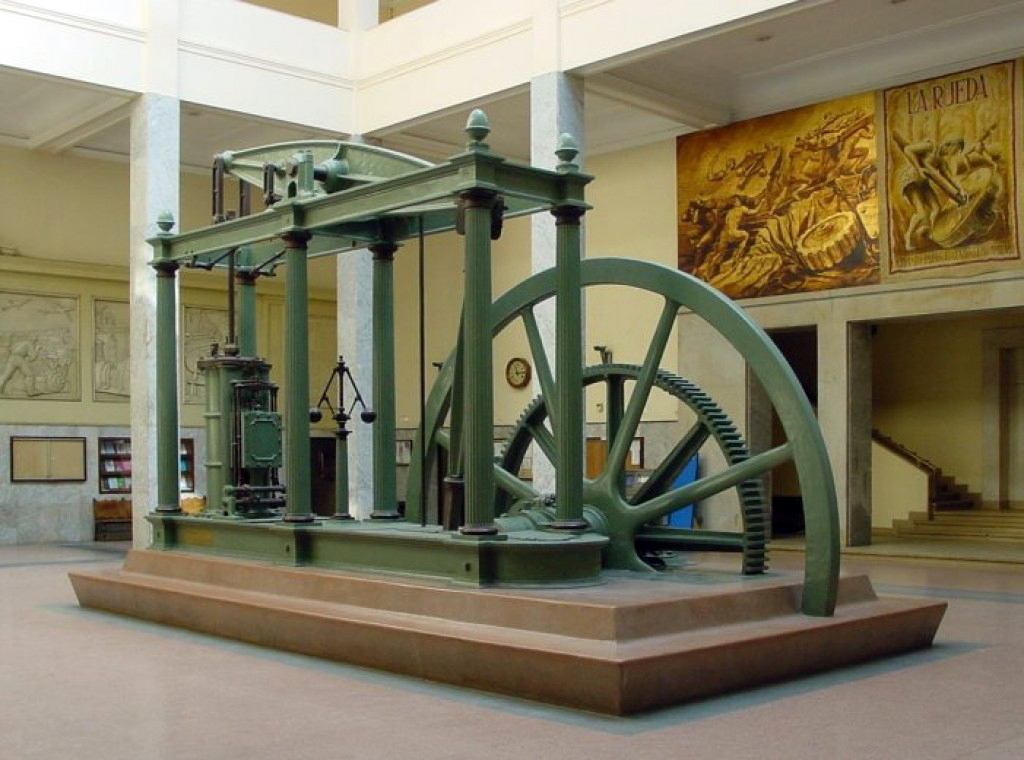
Máquina a vapor de James Watt

Tendo-se como principal fonte de energia o vapor (carvão mineral), havia uma necessidade cada vez maior de produzir mais e melhor, máquinas a vapor começaram a ser utilizadas para movimentar equipamentos industriais em 1775, onde se faziam martelos de 60 kg que davam 150 golpes por minuto. A Revolução acelerou o processo de transformação e desenvolvimento de tecnologias. Há diversos tipos de motores a vapor, porém todos têm o mesmo princípio, primeiramente se queima um combustível (como carvão), o calor resultante é usado para ferver água e assim o vapor é produzido, e a partir do mesmo um pistão é empurrado junto com qualquer coisa que esteja ligado a ele.
- Segunda fase da Revolução Industrial

O motor de combustão interna (a pistão), foi inventado no séc. XIX e foi uma das invenções mais impactantes na sociedade. Tem várias utilizações, sendo, a mais importante, ser fonte de potência  para locomoção de veículos. No seio do fluido motor, o fluido é constituído por uma mistura de ar-combustível que vai ser queimado dentro do motor. O equipamento também é um dos maiores responsáveis pela poluição atmosférica e pela diminuição de reservas de petróleo bruto. No motor de combustão externa (como Stirling ou a vácuo), em máquinas dinâmicas ou turbo-máquinas, continuamente se escoa um fluido, entregando a energia ao determinado local, sua energia pode ser usada como impulso aplicado em veículos, que acabam se deslocando.
- Terceira fase da Revolução Industrial

A rotação inerente aos motores elétricos é a base do funcionamento de muitos eletrodomésticos. Os motores são encontrados nas mais variadas formas e tamanhos, com determinadas tarefas, alguns operam com corrente contínua alimentados por pilhas/baterias, e outros com corrente alternada, diretamente pela rede elétrica domiciliar, ou também os que trabalham com indiferente correntes.
Um motor simples consiste de uma bobina que gira entre dois ímãs permanentes. Os pólos magnéticos da bobina são atraídos pelos pólos opostos dos ímãs fixos. A bobina gira para levar esses pólos magnéticos o mais perto possível um do outro mas, ao chegar nessa posição o sentido da corrente é invertido e agora os pólos que se defrontam se repelem, continuando a impulsionar o rotor.